# Вітаутас Маркявічус
Вітаутас Маркявічус (4 січня 1962, село Мільвіда, Варенський район, Литва) — литовський юрист, адвокат, політик, міністр внутрішніх справ Литви у 2000–2001, міністр юстиції Литви у 2001–2004.

## Життєпис
У 1985 закінчив юридичний факультет Вільнюського університету.
Після закінчення навчання працював у міській прокуратурі у Вільнюсі.
У 1991 став начальником департаменту правопорядку в Уряді Литовської Республіки.
У 1993–1994 — юрист литовсько-датської компанії «Clan-Balt».
З 1995 — юрист.
У 1999–2000 обіймав посаду заступника міністра, а з 9 листопада 2000 — міністр внутрішніх справ у кабінеті Роландаса Паксаса (за рекомендацією Нової асоціації). З 12 липня 2001 по 14 грудня 2004 — міністр юстиції в уряді Альгірдаса Бразаускаса.
У 2005 повернувся до професії юриста, у 2006 став партнером юридичної фірми «Markevičius, Gerasičkinas ir partneriai».